# Le Trésor du Petit Nicolas
Pour les articles homonymes, voir Le Petit Nicolas (homonymie).
Série
Les Vacances du petit Nicolas
(2014)
Pour plus de détails, voir Fiche technique et Distribution.
Le Trésor du Petit Nicolas est une comédie familiale franco-belge réalisée par Julien Rappeneau, sortie en 2021.
Il s'agit d'une nouvelle adaptation des nouvelles écrites par René Goscinny et illustrées par Sempé, après Le Petit Nicolas (2009) et Les Vacances du petit Nicolas (2014).

## Synopsis
Le père de Nicolas est enfin promu. Même si ce poste fait la fierté de Nicolas et de sa mère, ce nouveau poste oblige à déménager dans le Sud. Cela n'est pas du tout du goût de Nicolas, qui va devoir quitter ses meilleurs copains.

## Fiche technique
Sauf indication contraire, les informations mentionnées dans cette section peuvent être confirmées par la base de données cinématographiques Unifrance,  présente dans la section « Liens externes ».
- Titre original : Le Trésor du Petit Nicolas
- Réalisation : Julien Rappeneau
- Scénario : Julien Rappeneau et Mathias Gavarry, d'après l'œuvre et les personnages créés par René Goscinny et Jean-Jacques Sempé
- Musique : Martin Rappeneau
- Direction artistique : Stephanie Laurent Delarue
- Décors : Marie Cheminal
- Costumes : Pierre-Jean Larroque[2]
- Photographie : Vincent Mathias
- Son : Frédéric Demolder, Jean-Paul Hurier, Pierre Mertens
- Montage : Stan Collet
- Production : Olivier Delbosc[3]
  - Production déléguée : Christine De Jekel
  - Production associée : Emilien Bignon et Marc Missonnier
  - Coproduction : Vivien Aslanian, Romain Le Grand, Cédric Iland, Marco Pacchioni et Bastien Sirodot
- Sociétés de production[4] : 
  - France : Curiosa Films, en coproduction avec IMAV Editions, M6 Films et Marvelous Productions, avec la participation de OCS, Canal+, M6 et W9
  - Belgique : en coproduction avec Umedia, en association avec uFund, avec le soutien des Investisseurs Tax Shelter et Tax shelter du Gouvernement Fédéral Belge
- Sociétés de distribution[5] : Warner Bros. France ; Warner Bros. Belgique ; Sphère Films (Québec) ; Pathé Films AG (Suisse romande)
- Budget : 17 millions d’ €[6]
- Pays de production :  France,  Belgique
- Langue originale : français
- Format[7] : couleur - 2,35:1 (Cinémascope) - son Dolby 5.1
- Genre : comédie
- Durée : 103 minutes
- Dates de sortie[8] :
  - France, Belgique, Suisse romande : 20 octobre 2021[9],[10]
  - Québec : 25 février 2022[11]
- Classification[12] :
  - France : tous publics (conseillé à partir de 8 ans)[13],[14]
  - Belgique : tous publics (Alle Leeftijden)[9]
  - Suisse romande : interdit aux moins de 6 ans[15]
  - Québec : en attente de classement[11]

## Distribution
- Ilan Debrabant : Nicolas

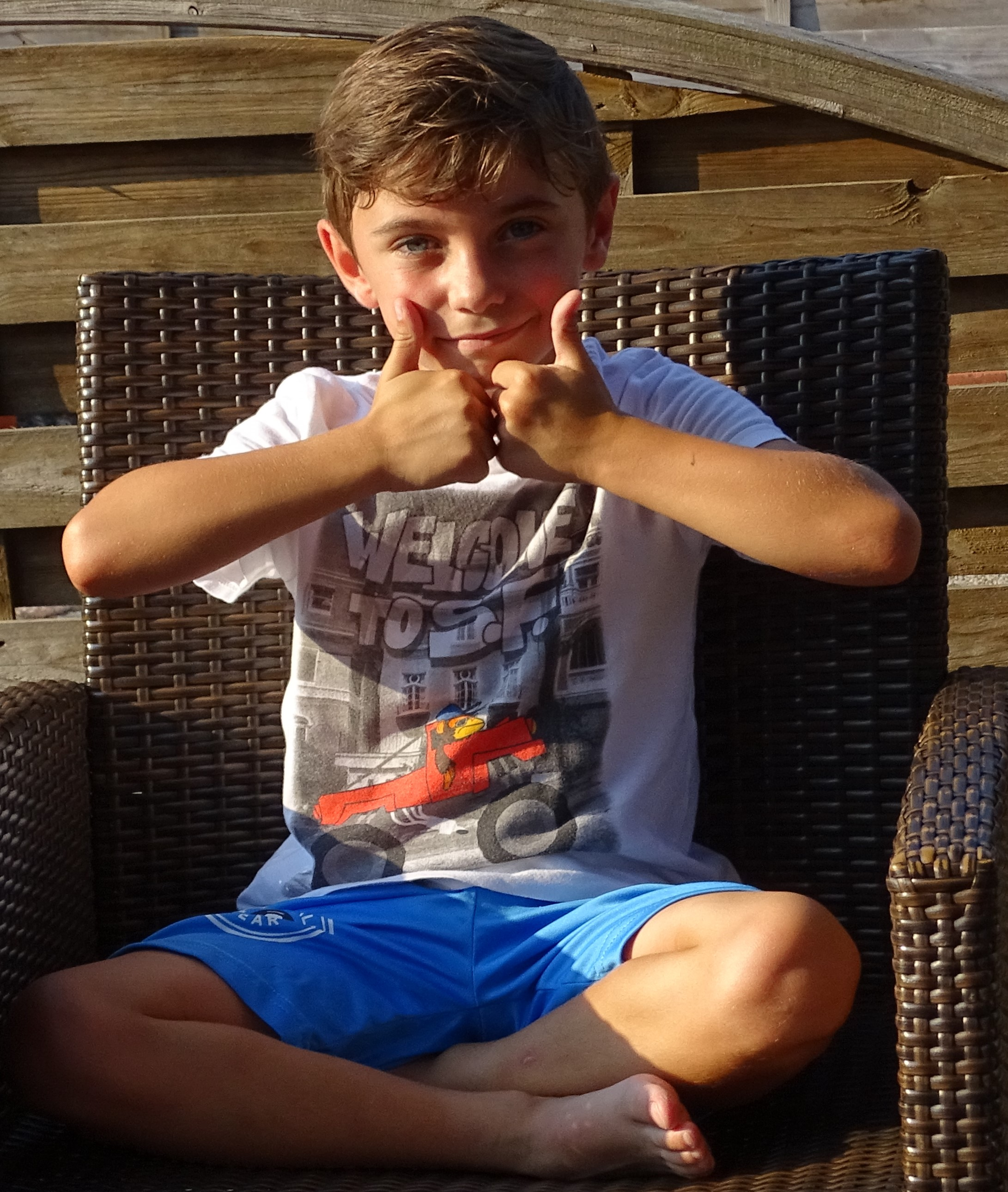
Ilan Debrabant.

- Jean-Paul Rouve : le père de Nicolas
- Audrey Lamy : la mère de Nicolas
- Pierre Arditi : Moucheboume
- Grégory Gadebois : Le Bouillon
- Jean-Pierre Darroussin : le directeur
- François Morel : Blédurt
- Adeline d'Hermy : la maîtresse
- Lise Lamétrie : Mémé
- Noémie Lvovsky : Madame Bouillaguet
- Philippe Uchan : Grifaton
- Anton Alluin : Clotaire
- Oscar Boissière : Alceste
- Léandre Castellano-Lemoine : Agnan
- Malo Chanson-Demange : Rufus
- Simon Faliu : Geoffroy
- Malick Laugier : Eudes
- Léonard Signoret : Maixent
- Claudine Acs : "Mémé Zinzin", la vieille voisine
- Catherine Davenier : Madame Moucheboume
- Matthieu Rozé : le guide du musée
- Barbara Bolotner : la boulangère

## Production

### Tournage
Le tournage a notamment lieu à Stains en Seine-Saint-Denis.